# Anaglifă
O anaglifă (în greaca veche: „cizelură în relief”, „basorelief”, „lucrare sculptată”, compus din ana, „de jos în sus” și din glyphe, „cizelură”) este o imagine tipărită pentru a putea fi văzută în relief, cu ajutorul a două filtre de culori diferite (ochelari 3D) dispuse în fața fiecărui ochi ai privitorului. Acest principiu este fondat pe noțiunea de stereoscopie care permite creierului nostru să utilizeze decalajul dintre cei doi ochi, pentru a percepe în relief.

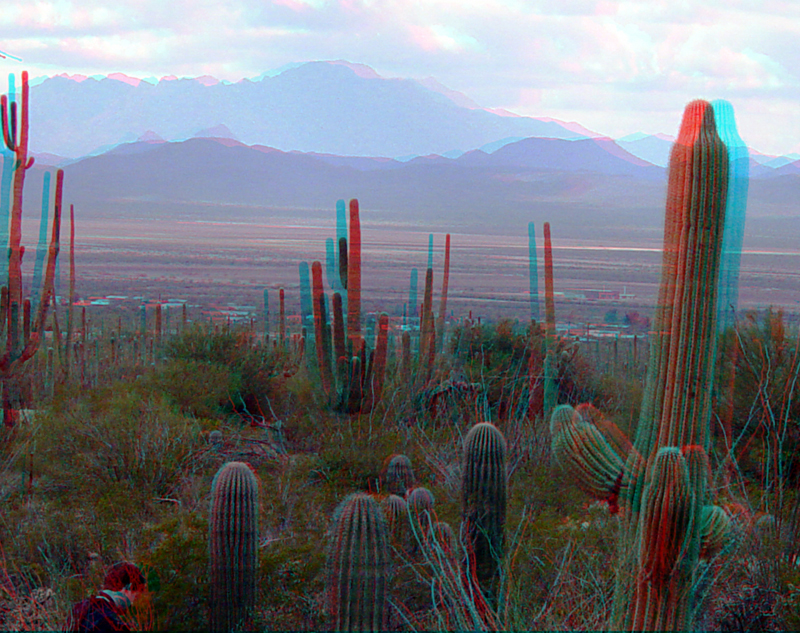
Vedere anaglifică, prezentând un relief foarte perceptibil (ochelari bicolori necesari: roșul la stânga).

## Istoric
Principiul a fost descris în 1853 de către Wilhelm Rollman la Leipzig. Charles Joseph d'Almeida a făcut cunoscut acest mod de restituire a reliefului la Academia de Științe din Paris în 1858.  Louis Ducos du Hauron l-a perfecționat și l-a pus la punct în 1891 (tot el i-a dat și numele). De atunci, anaglifele sunt obiectul unei importante producții destinate turismului, învățământului, timpului liber, publicității… Louis Lumière a adaptat procedeul la cinematografie, în 1936, însă procedeul a rămas marginal.
Acest principiu este utilizat în secolul al XXI-lea în cercetarea spațială, NASA a creat imagini digitale tricrome defazate în mod anaglific de pe suprafața lui Marte, în timpul misiunilor Mars Exploration Rover și Phoenix.

Imagini anaglife realizate după plăcile de sticlă ale lui Eugène Trutat
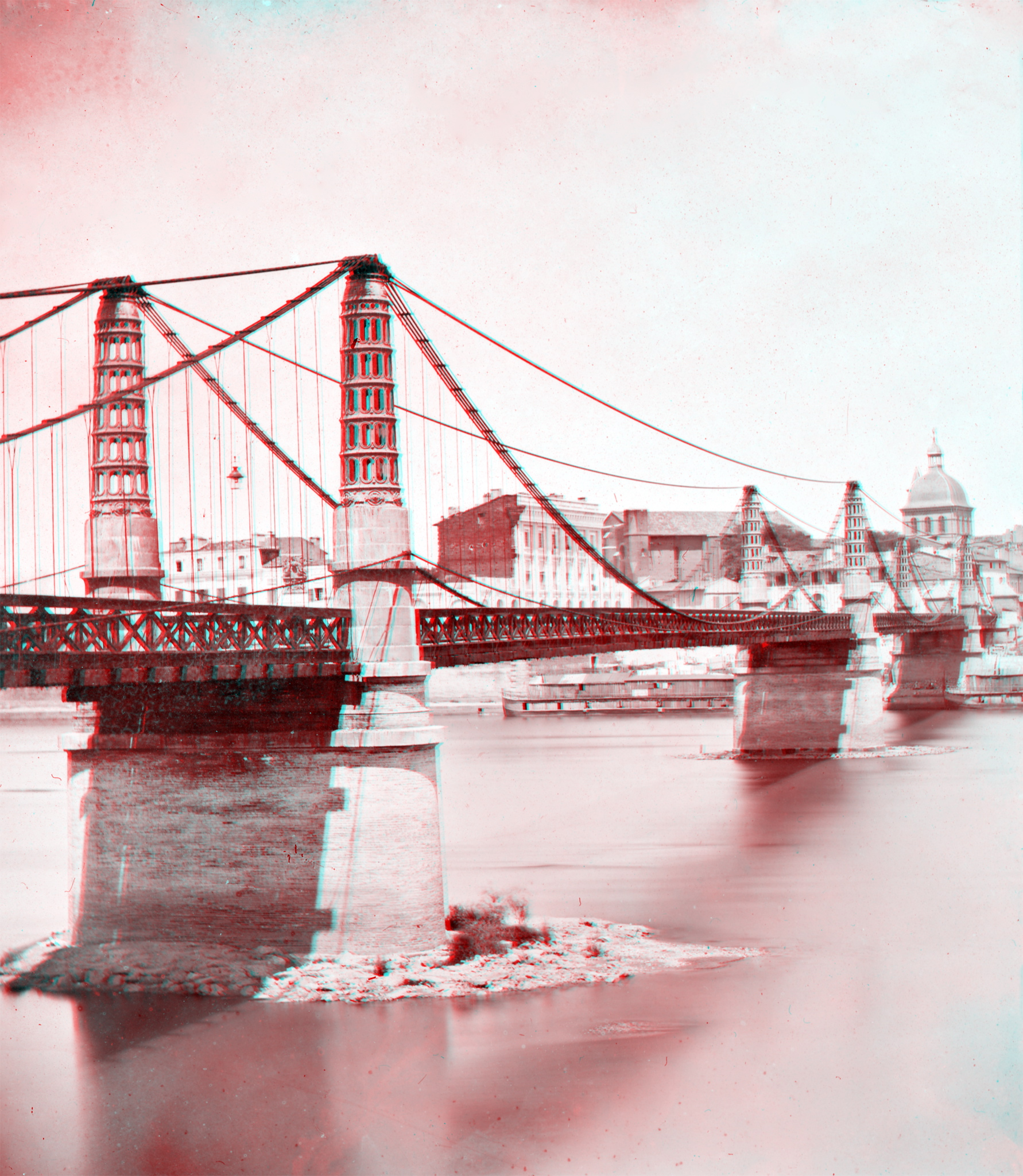
Podul Saint Pierre din Toulouse de E. Trutat. Anaglifă după o placă negativă stereoscopică cu colodiu.
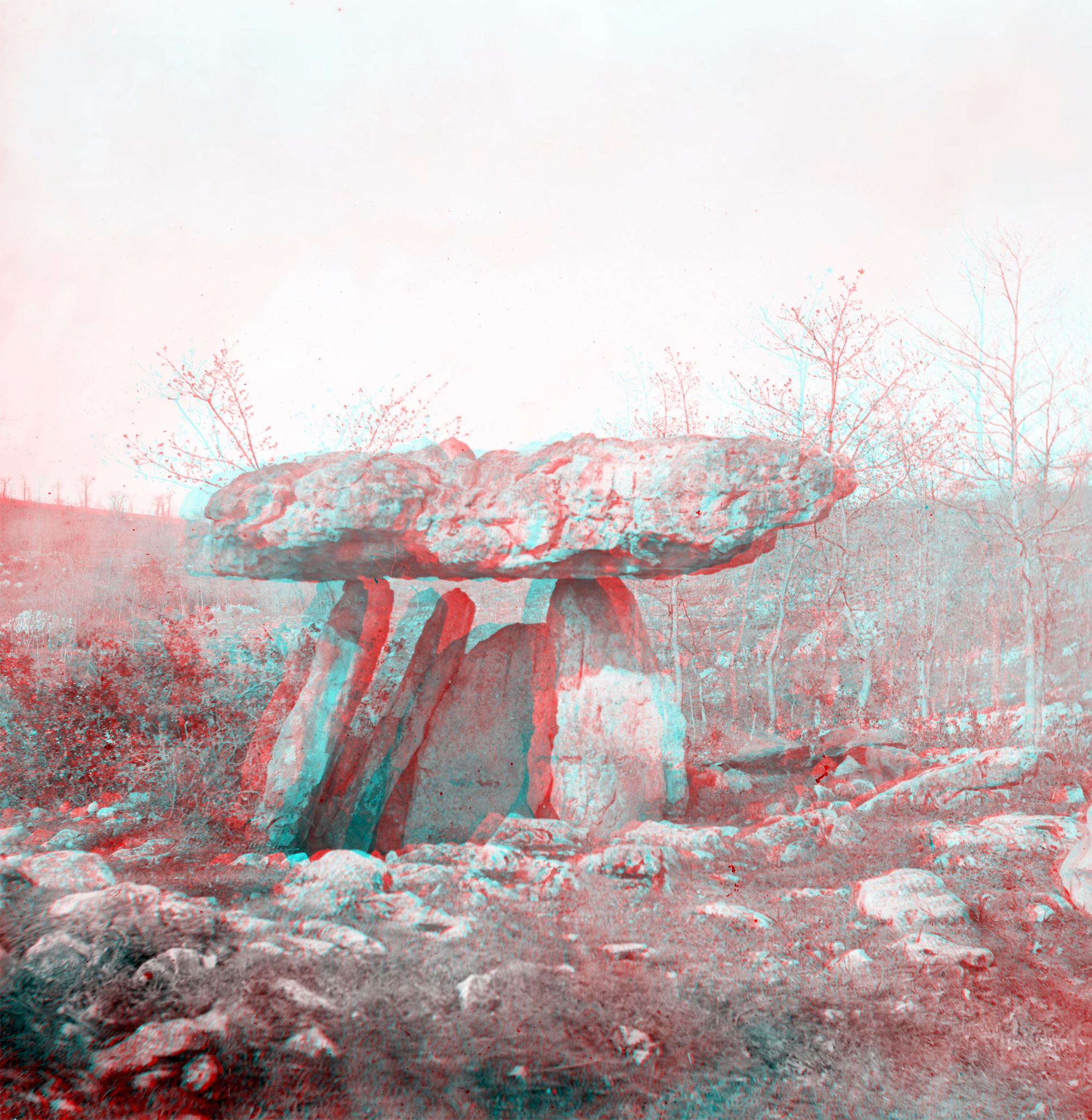
Dolmen din Mas d'Azil de E. Trutat. Anaglifă după o placă negativă stereoscopică cu colodiu.
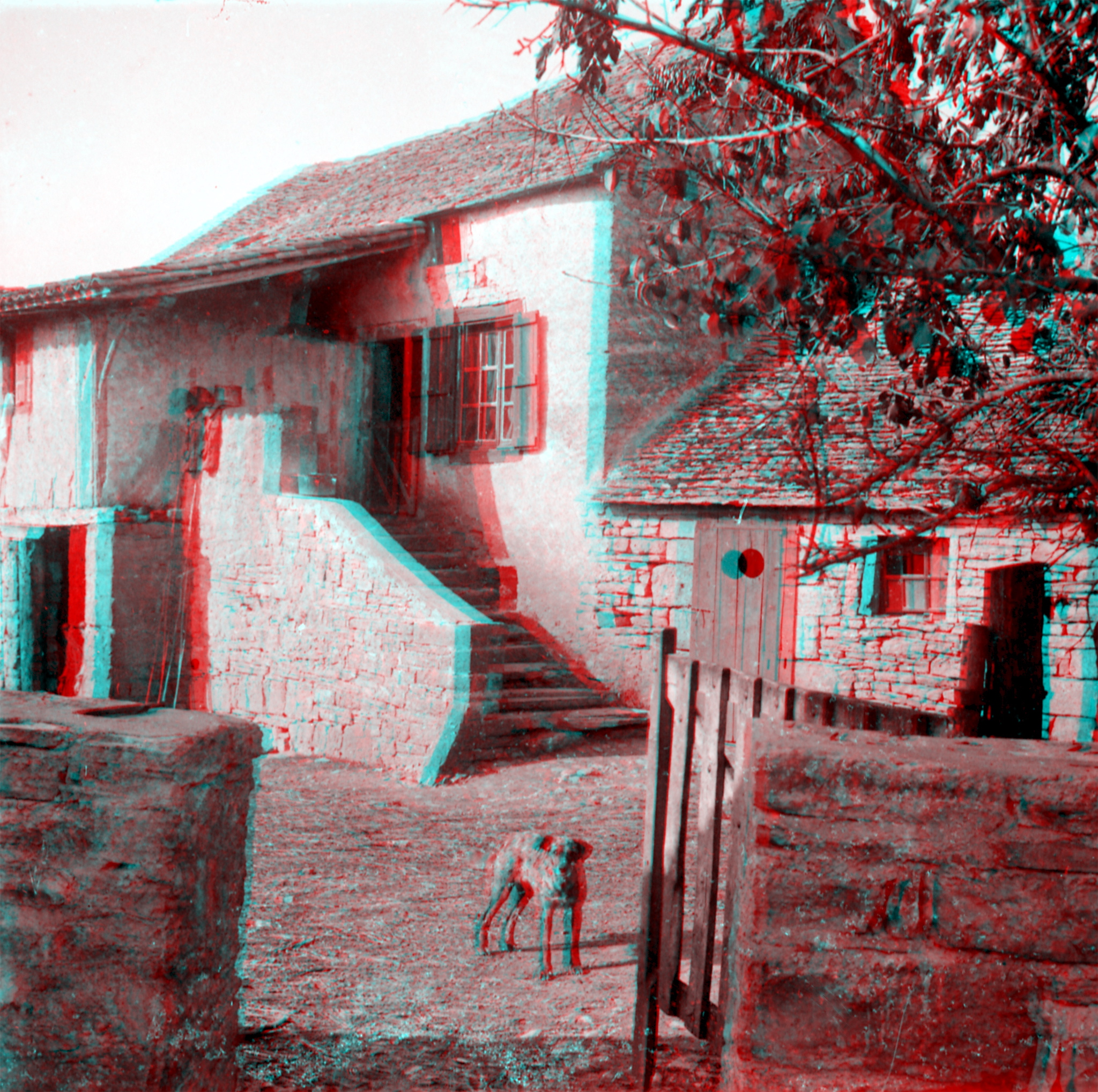
A Cornusson de E. Trutat. Anaglifă după o placă negativă stereoscopică cu gelatino-bromură de argint.
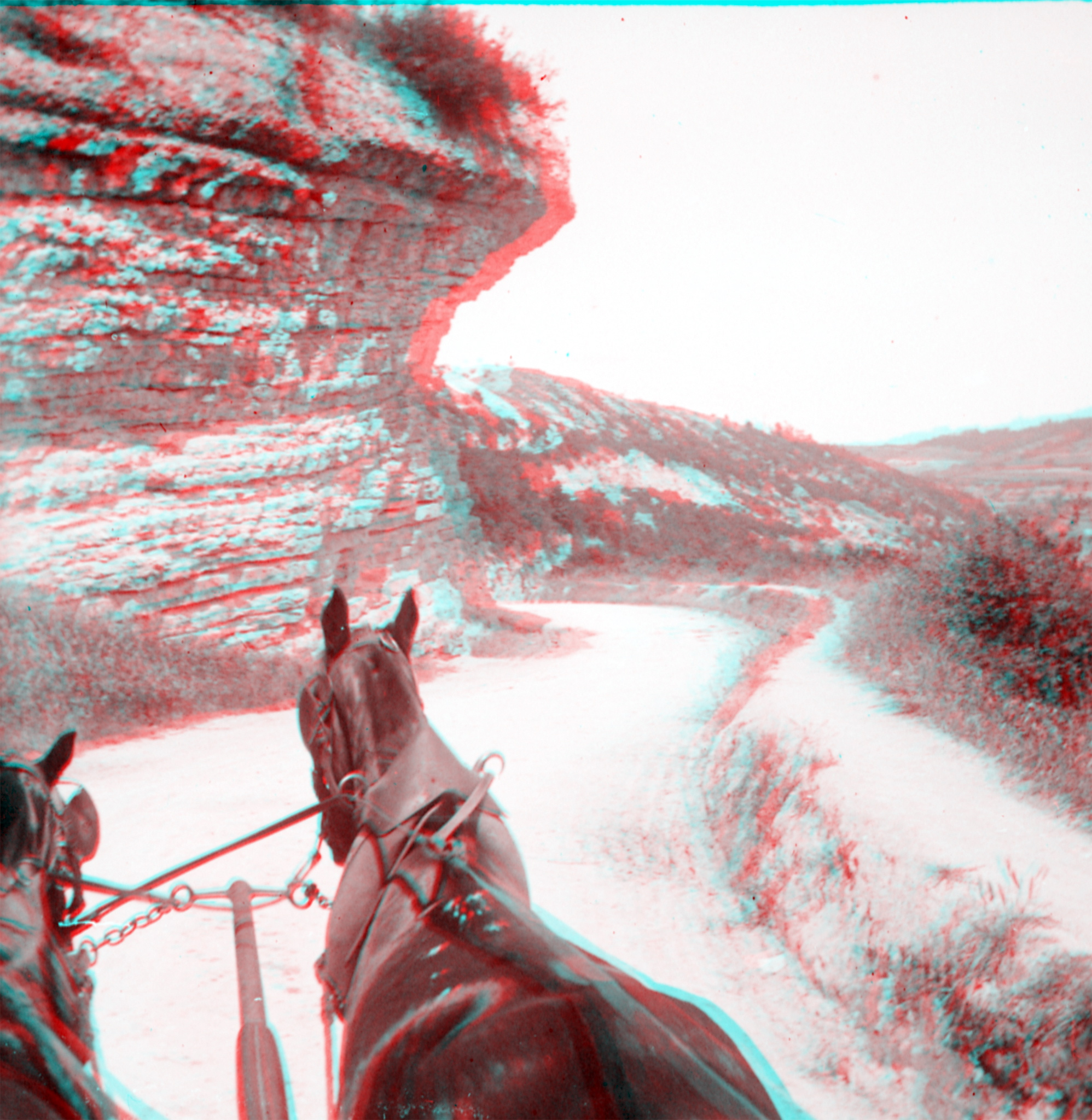
„În drum spre Bonaguil” de E. Trutat. Anaglifă după o placă negativă stereoscopică cu gelatino-bromură de argint.

## Constituirea unei anaglife

Cu cât imaginea cyan este decalată spre stânga în raport cu cea roșie, cu atât elementul par mai departe. În cazul invers, el pare că iese din suport.

O anaglifă este constiuită din două imagini suprapuse (denumite omoloage) de culori complementare reprezentând aceeași scenă, dar văzută din puncte ușor decalate: cel mai adesea vederea din stânga este în roșu, iar vederea din dreapta este în cyan. Aceste imagini omoloage nu sunt prin urmare identice: decalajul (numit paralaxă sau disparitate) nu este același pentru toate elementele imaginii; este tot mai mare într-o direcție sau alta, cu cât elementele sunt situate în apropierea planul imaginii fizice, de exemplu tipărite, proiectate pe un ecran sau afișate pe un ecran de calculator sau al unui televizor.

## Principiu al restituirii reliefului
Restituirea reliefului se face prin așezarea unui filtru de una dintre aceste două culori complementare pe un ochi și a unui filtru de cealaltă culoare pe celălalt ochi: astfel, fiecare ochi percepe doar elementele imaginii vizibile prin filtrul de aceeași culoare (dacă fondul imaginii este negru) sau de culoarea complementară (dacă fondul imaginii este alb). 
Dacă două elemente ale imaginii stânga și dreapta sunt văzute suficient de aproape, cu doar un decalaj orizontal, creierul le va interpreta ca reprezentând același obiect.  Acest obiect va fi văzut mai mult sau mai puțin în fața sau în spatele planului pe care se formează fizic imaginea, în funcție de valoarea și direcția schimbării, numită paralaxă, între elementele stângi și cele drepte.
Astfel, dacă decalajul este diferit pentru diversele elemente ale imaginii, cel care privește imaginea prin filtre va avea impresia că vede o imagine ale cărei puncte sunt situate în spațiu. Imaginea este văzută în relief.